# Johnny's Jr.
Johnny's Jr. (ジャニーズ Jr., Janīzu Jr.) és una secció de l'agència de talents masculins Johnny & Associates, així com el nom genèric que reben tots els nois que s'inclouen dintre de la secció, els quals es troben en fase d'aprenentatge, que es compon de cant, ball i actuació, fins que arribi el moment del seu debut oficial. Són molts els membres i grups que pertanyen a aquesta secció de l'agència, i la majoria de grups actuals han sortit de les files dels Juniors, com Arashi, NEWS o Sexy Zone, no obstant això, és evident que no tothom acaba debutant.
A la regió de Kansai hi ha una secció pròpia de Johnny's Jr. anomenats Kansai Johnny's Jr. (関西ジャニーズ Jr., Kansai Janīzu Jr.), els quals realitzen normalment activitats per al públic d'aquesta regió.

## Sistema de funcionament
El sistema dels Johnny's Jr. fou fundat gairebé tan aviat com la mateixa agència. Consisteix a reclutar joves amb capacitats potencials per ser idols, els quals envien la sol·licitud a l'agència, en passar el primer escoll acostumen a ser entrevistats oficialment. Generalment es troben en franges d'edat adolescent o pre-adolescent, si bé no hi ha un límit concret, els sol·licitants han de ser capaços d'entrenar i suportar les lliçons que rebran, principalment de cant, ball, actuació i acrobàcies. Durant aquest període indeterminat de temps es dediquen a ser ballarins a concerts darrere dels grups oficials de l'agència i són organitzats en diversos grups, segons el suport i popularitat que tenen, per a després promocionar-los a les revistes i a la televisió; en comptades ocasions fan llançaments de CD. En aquest sentit, les aparicions dels Juniors, igual que a la resta de l'agència, està regida segons l'edat, l'antiguitat i la popularitat, però en el camp de les relacions és un factor important l'estructura jeràrquica que s'estableix entre senpai i kōhai, per exemple en ser ballarins darrere de grups debutats o d'altres Juniors o bé en entrevistes en programes de televisió presentats per grups Johnny's.
En relació al públic, la base fonamental és oferir a aquesta comunitat de fans el poder conèixer i donar suport als seus idols des dels seus inicis a l'agència. Això representa en realitat una forma d'autopromoció i que els fans continuïn donant suport als seus idols favorits durant la seva carrera artística; en definitiva, és una estratègia de màrqueting. Tanmateix, com els grups oficials, els Johnny's Jr. són promocionats a revistes exclusivament d'idols, i algunes explícitament dedicades a l'agència Johnny & Associates, tals com la revista Duet, a través d'entrevistes i la recopilació d'informació sobre el noi en concret, com una forma més d'apropar-lo a la comunitat de fans, centrada bàsicament en el públic femení.
Formar part d'aquest immens grup genèricament anomenat Johnny's Jr. és un dels punts intrínsecs en la carrera dins de l'agència i esdevenir, així, un idol. Només després d'haver aconseguit prou nivell en aquesta fase, on a part del treball en el grup, s'acostuma a incloure treball individual del jove a partir d'alguna actuació a sèries de televisió o teatre, a més de participar en programes de varietats, es pot optar a debutar en un grup oficial de l'agència o bé en solitari. Òbviament, debutar és una opció que es reserva per a un nombre limitat de candidats, i a vegades els noms dels debutants es mantenen en absolut secret fins al final, com va passar amb NEWS el 2003, fet que, en alguns casos, pot provocar la frustració de fans.

## Revistes
Les revistes són un mitjà essencial a l'hora de promocionar no només els Johnny's Jr., sinó tota l'agència. Els joves poden aparèixer vestits amb roba ben diferent, des de vestits formals fins a un pijama o sense samarreta, en comptades ocasions. Al costat de les grans fotografies dels joves, s'hi situen els escrits que realitzen els nois, on expliquen coses diferents a cada número i on es mostren les dades personals d'aquests artistes, des del seu horòscop fins al seu grup sanguini, així com altres aspectes de les seves vides, exceptuant-ne sempre les relacions amoroses, ja que desvelar aquesta informació suposaria una pèrdua d'interès per part del públic femení, i per aquesta raó es manté en absolut secret.
Les revistes especialitzades a oferir informació sobre l'agència Johnny & Associates, gairebé de forma exclusiva, són:
- Duet[11]
- Myojo[12]
- Popolo[13]
- POTATO[14]
- Wink up[15]

## Programes de TV
Com s'ha esmentat, els Johnny's Jr. apareixen a nombrosos programes de televisió, de varietats o musicals, per tal de promocionar-se. Un dels més importants és el programa musical The Shounen Club (ザ少年倶楽部), en el qual apareixen regularment, juntament amb alguns grups debutats de l'agència, com A.B.C-Z o Johnny's WEST. El març de 2014 es va anunciar el seu nou programa, Gamushara, en emissió des d'abril, en el qual també apareix Sexy Zone.
Altres programes on han aparegut són:
- Yatteru J (やったるJ, TV Asahi, 2000)
- Pop Jam (ポップジャム, NHK, 2000-2001)
- Gakibara Teikoku 2000! (ガキバラ帝国2000!, TBS, 2000)
- music-enta (TV Asahi, 2000-2001)
- Music Station (ミュージックステーション, TV Asahi, 2001-2008)[n. 2]
- Ya-Ya-yah (TV Tokyo, 2004-2007)
- YOUtachi (YOUたち!, Nihon TV, 2006-2007)
- SMAPxSMAP (Fuji TV, 2010)
- Yan Yan JUMP (ヤンヤンJUMP, TV Tokyo, 2011)

## Discografia

### Singles
La majoria de llançaments són per algun fet en especial. La llista de singles és la següent:
| Títol                                      | Títol (japonès)                   | Grup                                | Data       | Posició | Nota                                 |
| ------------------------------------------ | --------------------------------- | ----------------------------------- | ---------- | ------- | ------------------------------------ |
| Rira no saku koro Barcelona e              | リラの咲くころバルセロナへ        |                                     | 29/04/1992 |         | Amb motiu dels Jocs Olímpics de 1992 |
| Bye-bye                                    |                                   | Hikaru GENJI SUPER5                 | 02/08/1995 |         |                                      |
| See You Again                              |                                   | Hikaru GENJI SUPER5                 | 19/08/1995 |         |                                      |
| Yuuki 100% / Sekai ga hitotsu ni naru made | 勇気100% / 世界がひとつになるまで | Ya-Ya-Yah                           | 15/05/2002 | 9è      |                                      |
| Mezamero! Yasei                            | 目覚めろ！野性                    | MATCHY with QUESTION?               | 23/03/2008 | 5è      | Tema de tancament de Naruto          |
| Akuma na koi / NYC                         | 魔な恋 / NYC                      | Nakayama Yuma w/B.I.Shadow NYC Boys | 15/07/2009 | 1r      |                                      |
| Snow Prince                                |                                   | Snow Prince Gasshoudan              | 02/12/2009 | 5è      |                                      |
| ROAD TO PLAYZONE                           |                                   |                                     | 18/08/2010 |         |                                      |

### Àlbums
Tots els àlbums d'aquesta llista són procedents dels espectacles PLAYZONE, el duen a terme diferents artistes de l'agència Johnny & Associates, entre els quals es troben molts Johnny's Jr. com a participants. Els àlbums de PLAYZONE inclosos en la llista de discografia dels Johnny's Jr. són els següents:
| Títol                                   | Títol (japonès)                 | Data       |
| --------------------------------------- | ------------------------------- | ---------- |
| Shonentai PLAYZONE2006 'Change'         |                                 | 26/07/2006 |
| Shonentai PLAYZONE 2007 'Change2Chance' |                                 | 05/09/2007 |
| PLAYZONE2009 Taiyô kara no Tegami       | PLAYZONE2009 〜太陽からの手紙〜 | 26/08/2009 |
| PLAYZONE 2010 ROAD TO PLAYZONE          |                                 | 28/07/2010 |
| PLAYZONE'11 SONG & DANC'N               |                                 | 20/07/2011 |
| PLAYZONE'12 SONG & DANC'N PARTII        |                                 | 19/07/2012 |
| PLAYZONE'13 SONG & DANC'N PARTIII       |                                 | 03/07/2013 |